# Barjac (Ariège)
Barjac ist eine französische Gemeinde mit 43 Einwohnern (Stand 1. Januar 2022) im Département Ariège in der Region Okzitanien. Sie gehört zum Kanton Portes du Couserans und zum Arrondissement Saint-Girons.
Nachbargemeinden sind Bédeille im Nordwesten, Tourtouse im Norden, Lasserre im Osten, Gajan im Süden, Taurignan-Vieux im Südwesten und Taurignan-Castet im Westen.

## Bevölkerungsentwicklung
| Jahr      | 1962 | 1968 | 1975 | 1982 | 1990 | 1999 | 2008 | 2015 |
| --------- | ---- | ---- | ---- | ---- | ---- | ---- | ---- | ---- |
| Einwohner | 34   | 30   | 26   | 29   | 29   | 42   | 38   | 41   |